# Питца
Питца (Питциа; лат. Pitzas, Pitzia; казнён 7 июня 514, Милан) — остготский военачальник в правление короля Теодориха Великого.

## Биография
Основными историческими источниками о жизни Питцы являются «Панегирик Теодориху» Магна Феликса Эннодия, «О происхождении и деяниях гетов» Иордана и «Копенгагенское продолжение „Хроники“ Проспера Аквитанского».
О происхождении и ранних годах жизни Питцы ничего не известно. На основании ономастических исследований предполагается, что он мог быть как германского, так и римского (возможно, греческого) происхождения. В современных ему документах он упоминается с титулом комит или граф (лат. comes), nobilissimus и vir illustris. Питца принадлежал к высшим слоям остготской знати и был одним из наиболее приближённых к королю Теодориху Великому лиц.
Первое сообщение о Питце в исторических источниках датировано 504 годом. В этом году началась война между правителем остготов Теодорихом Великим и королём гепидов Тразарихом. Предполагается, что основной целью Теодориха было возвращение контроля над Сирмием, до 474 года принадлежавшего остготам, а после их ухода из Паннонии ставшего столицей королевства гепидов. Возглавить направленное против гепидов войско король остготов поручил комиту Питце. Тот выступил в Иллирик и разгромил в сражении у Сирмия войско Тразариха и его союзников, гепидов Гундерита и булгаров. Король Тразарих бежал с поля боя, а Сирмий был захвачен остготами. Затем Питца оказал помощь Мунду, возглавлявшему многочисленные отряды придунайских разбойников, нападавших как на земли гепидов, так и на владения Византии. В 505 году объединённое войско Питцы и Мунда разбило в сражении при Горреум Марги византийскую армию под командованием военного магистра Иллирика Флавия Сабиниана. Эти победы не только позволили остготам установить власть над землями вокруг Сирмия, но и присоединить к своим владениям территории бывших римских провинций Паннонии Второй и Верхней Мёзии с городом Сингидуном. Сам Питца за одержанные им победы был удостин пышного триумфа.
Предполагается, что комит Питца идентичен упоминаемому в «Капенгагенском дополнении» хроники Проспера Аквитанского графу Петии, убитому в Милане лично королём Теодорихом Великим в седьмые иды июня (7 июня) 514 года. Вероятно, Питца был правителем этого города. О причинах казни в источниках сведений не сохранилось, но известно, что король Теодорих впоследствии сожалел об этом своём поступке. Казнь в 500 году комита Одоина и казнь Питцы — единственные меры репрессивного характера, направленные Теодорихом Великим против высших слоёв остготской знати за всё время его правления. Вероятно, мнение авторов «Prosopography of the Later Roman Empire» о тождестве комита Питцы, победителя при Горреум Марги и жертве гнева короля Теодориха, с другими одноимёнными персонами, упоминающимися в источниках в 523/526 и в 537 годах, является необоснованным, хотя, возможно, они были его родственниками.